# Rosa Castillo Araujo
Rosa Castillo (14 de febrero de 1956, Barcelona) es una exjugadora española de baloncesto profesional. Aunque no consiguió ningún resultado destacado con España, pese a sus 113 internacionalidades, se puede considerar como una de las leyendas del baloncesto femenino español, siendo nominada mejor jugadora nacional del año 1980.
Su palmarés consta de 11 Ligas españolas, 13 Copas de la Reina y una Copa de Europa. Se retiró en 1993 tras una grave lesión.